# Glicko
Glicko [pronunciación en polaco: /ˈɡlit͡skɔ/] (en alemán: Glietzig) es un pueblo ubicado en el distrito administrativo de Gmina Nowogard, dentro del Condado de Goleniów, Voivodato de Pomerania Occidental, en el norte de Polonia occidental. Se encuentra aproximadamente a 8 kilómetros al norte de Nowogard, a 28 kilómetros al noreste de Goleniów, y a 50 kilómetros al noreste de la capital regional Szczecin. Glicko fue un territorio disputado y formó parte de Alemania durante la Segunda Guerra Mundial, pero se separó, pasando a formar parte de Polonia en 1945.